# Nisifolo Naufahu
Pas d'image ? Cliquez ici

a Compétitions nationales et continentales officielles uniquement.

b Matchs officiels uniquement.
Dernière mise à jour le 12 novembre 2021.
Nisifolo Naufahu, né le 30 octobre 1977 à Auckland (Nouvelle-Zélande), est un ancien joueur de rugby à XV international tongien ayant évolué aux postes de troisième ligne centre, de troisième ligne aile ou de deuxième ligne. Il mesure 1,95 m pour 119 kg. 

## Carrière

### En club
Né en Nouvelle-Zélande, Nisifolo Naufahu commence sa carrière professionnelle en 2000 avec la province d'Hawke's Bay en National Provincial Championship (NPC). Il ne reste qu'une saison avec cette équipe, et joue la saison 2001 au niveau amateur avec le Suburbs RFC dans le championnat de la région d'Auckland,.
En 2002, il rejoint la province de Northland, avec qui il évolue pendant deux saisons. Gêné par des blessures, il ne joue que neuf rencontres lors de son passage,.
Il quitte la Nouvelle-Zélande pour la France en 2005, lorsqu'il rejoint le RC Orléans qui évolue en Fédérale 1,.
Après deux saisons à Orléans, il rejoint en 2007 l'US Oyonnax en Pro D2, en tant que joker médical. Il devient rapidement un cadre du club, et prolonge son contrat sur le long terme. En 2010, il prolonge à nouveau son contrat pour deux saisons de plus. 
Non-conservé par Oyonnas en 2012, il rejoint à l'âge de 35 ans l' US Annecy en Fédérale 2. Dès sa première saison, il participe à la promotion du club en Fédérale 1. Il joue une deuxième et dernière saison à ce niveau, avant d'arrêter sa carrière de joueur en 2014.

### En équipe nationale
Nisifolo Naufahu a connu sa première sélection avec l'équipe des Tonga le 25 mai 2001 contre l'équipe des Fidji à Nuku'alofa.
Il fait partie de l'effectif retenu par le sélectionneur Jim Love pour disputer la Coupe du monde 2003 en Australie. Il dispute deux matchs lors de la compétition.

## Palmarès

### En équipe nationale
- 16 sélections
- 2 essai, soit 10 points
- Sélections par année : 4 en 2001, 6 en 2002 et 6 en 2003.

En Coupe du monde :
- 2003 : 2 sélections, 1 comme titulaire (Pays de Galles, Canada).